# کسپر وینده یوئنسن
کسپر وینده یوئنسن (دانمارکی: Kasper Winther Jørgensen؛ زادهٔ ۲۱ مارس ۱۹۸۵) قایقران روئینگ اهل دانمارک است.